# Tschahār Bāgh (Isfahan)

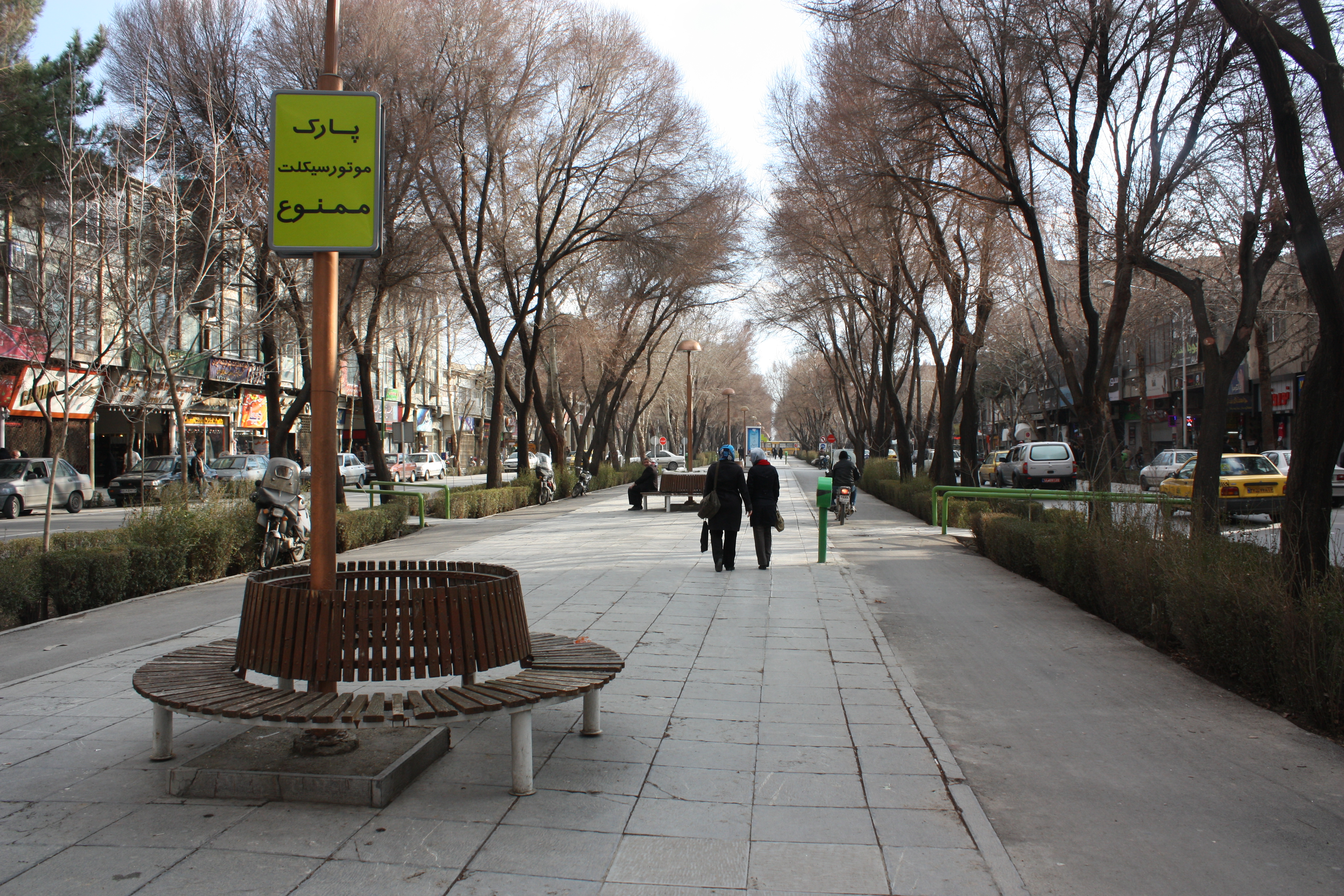
Blick auf die Promenade, 2012

Tschahar Bagh (auch Chahār Bāgh Avenue, persisch خيابان چهارباغ, DMG Ḫiyābān-e Čahār-Bāġ, ‚Straße der vier Gärten‘) ist der Hauptboulevard der iranischen Stadt Isfahan mit einer Länge von 1650 Metern.

## Anlage
Der Tschahār Bāgh liegt ca. 535 m westlich des städtischen Hauptplatzes Meidān-e Emām und zieht sich entlang einer Nord-Süd-Achse über den Zāyandeh-Fluss hinweg durch die Stadt. Alle wichtigen west-östlich ausgerichteten Straßen der Stadt gehen von diesem Boulevard ab. Am südlichen Ende des Boulevards liegt das armenische Dschulfa-Viertel.
Der Name Tschahār Bāgh bezieht sich auf eine typische persische Gartenform, die aus vier kreuzartig durch Wasserwege oder Pfade geteilte Bereiche besteht. Einst führten alle königlichen Paläste und Gärten auf diesen Boulevard. Offene Arkaden gewährten Blick in die Gärten.
Der Komplex besteht aus einem Hauptboulevard mit einer zentralen Promenade, der von vier axial angelegten Gärten flankiert wird. Durch die Mitte der Promenade zog sich einst ein stufenförmig verlaufender Kanal, der durch Blumenbeete und Laternen ersetzt wurde.
Auch heute bildet der Tschahār Bāgh mit seinen vielen Läden, Hotels und einigen der verbliebenen Palästen einen wichtigen Treffpunkt in der Stadt.

## Geschichte

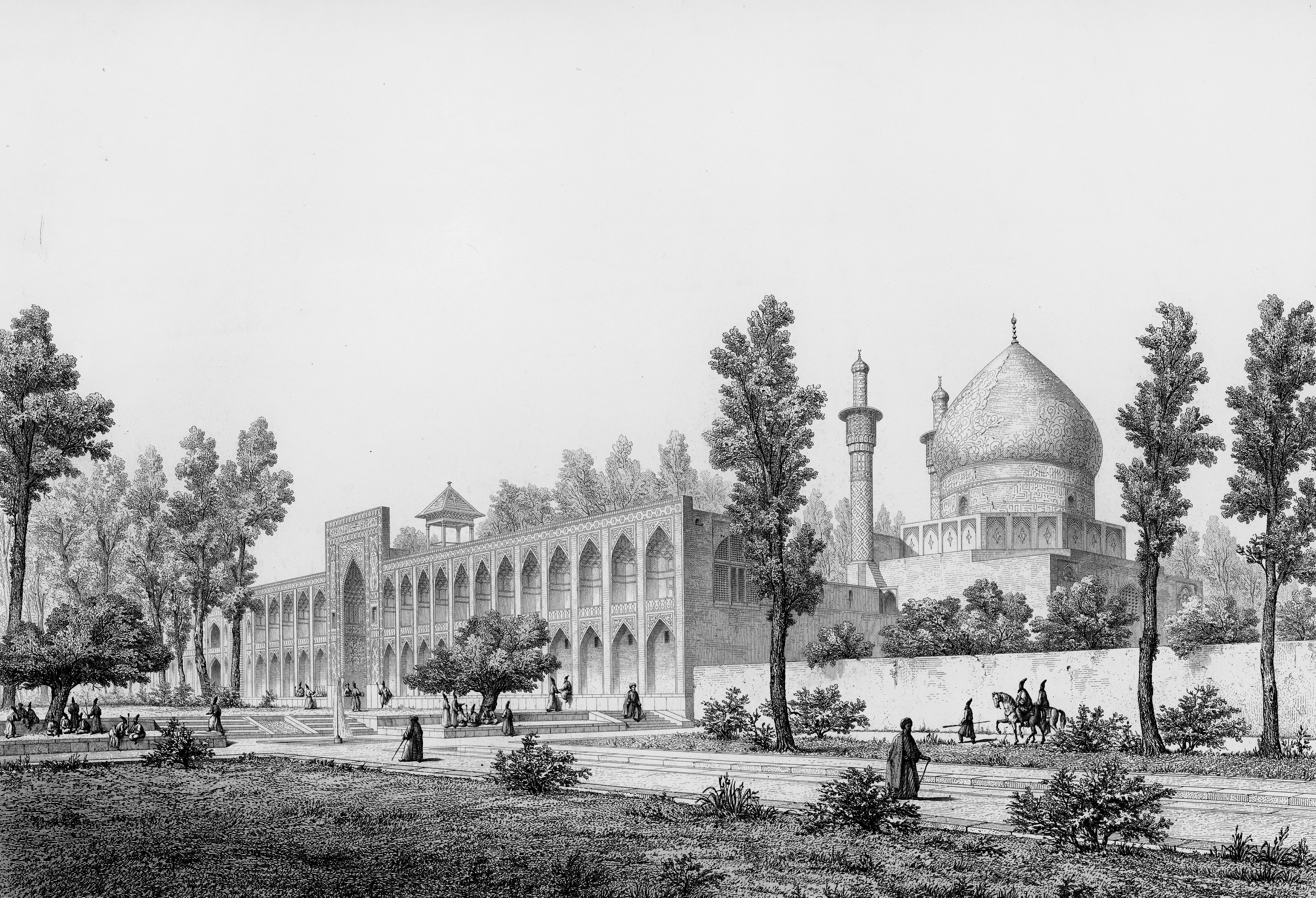
Darstellung der Tschāhār-Bāgh-Madreseh (Beginn des 19. Jahrhunderts)

Der Boulevard entstand im Zuge eines größeren städteplanerischen Projekts, das zwischen 1596 und 1597 unter Schah Abbas I. durchgeführt wurde. Zwischen 1706 und 1714 wurde auf der östlichen Seite des Boulevards der große Madrasa-Komplex Mādar-e Schāh (Mutter des Schahs), auch bekannt als Tschahār Bāgh Madreseh erbaut.
Im Norden liegt heute ein Park, einst Teil des königlichen Gartens mit dem Hascht-Behescht-Palast. Neben dem Park liegt die  Einkaufspassage Bāzār-e Honar mit vielen Goldläden. Dahinter liegt die kunstvolle Tschahār Bāgh Madreseh. Auf halber Höhe stößt der Boulevard auf die Fußgängerbrücke Si-o-se Brücke (33-Brücke). Der südliche Teil des Boulevards ist heute modern angelegt.

## Film
- Magische Gärten. Die Tschahar-Bagh-Straße. (OT: Jardins d'ici et d'ailleurs. Avenue Chahar Bagh.) Dokumentarfilm, Frankreich, 2016, 26:06 Min., Buch: Sylvie Steinebach und Jean-Philippe Teyssier, Regie: Vincent Chaffard, Produktion: Bo Travail!, arte France, Reihe: Magische Gärten (OT: Jardins d’ici et d'ailleurs), Erstsendung: 31. März 2017 bei arte, Inhaltsangabe von ARD.